# 梅屋敷駅 (奈良県)
梅屋敷駅（うめやしきえき）は、奈良県生駒市門前町にある近畿日本鉄道生駒鋼索線（山上線）の駅。駅番号はY19。

## 概要
周囲に民家は少なく、主に宝山寺および宝山寺奥之院の参拝のために設置された駅であり、宝山寺駅よりも宝山寺に近い。運賃や運転本数の点では、宝山寺駅で下車するよりも不便になるが、宝山寺駅から下車し参拝すると、本堂まで参道の階段を登らなければならないので、当駅から下った方が楽である。初詣及び行楽シーズン時期を除き、一日当たりの乗降客は極わずかである。
なお、直行（現在は生駒山上遊園地のナイター営業時及びゴールデンウィークに運転）はこの駅を通過する。

## 歴史
- 1929年（昭和4年）3月27日：大阪電気軌道（のちの近鉄）の駅として開業。
- 1944年（昭和19年）2月11日：山上線が不要不急線とされたため休止。
- 1945年（昭和20年）8月1日：営業再開。
- 2010年（平成22年）8月：ホーム上屋撤去及び、駅舎工事完了。

## 駅構造
1面1線の単式ホームで、無人駅である。上屋は無く、照明にはLED（発光ダイオード）式照明灯が3基、駅舎はLED型蛍光灯が設置されている。自動改札機や自動券売機はなく、宝山寺駅寄りにある入口には小さな駅舎に待合用のベンチが設けられている。棒線駅のため、生駒山上行きと宝山寺行きの双方が同一ホームに発着する。駅舎前には第3種踏切が設置されており、奥の院へは踏切を渡りまっすぐ行くと参拝道がありそれを登ると行ける。また、宝山寺本堂へは、その参拝道を下るか、踏切を渡らずにそのまま階段を下り、宝山寺駅と梅屋敷駅の間のトンネルの上を越える道を通ると参拝できる。

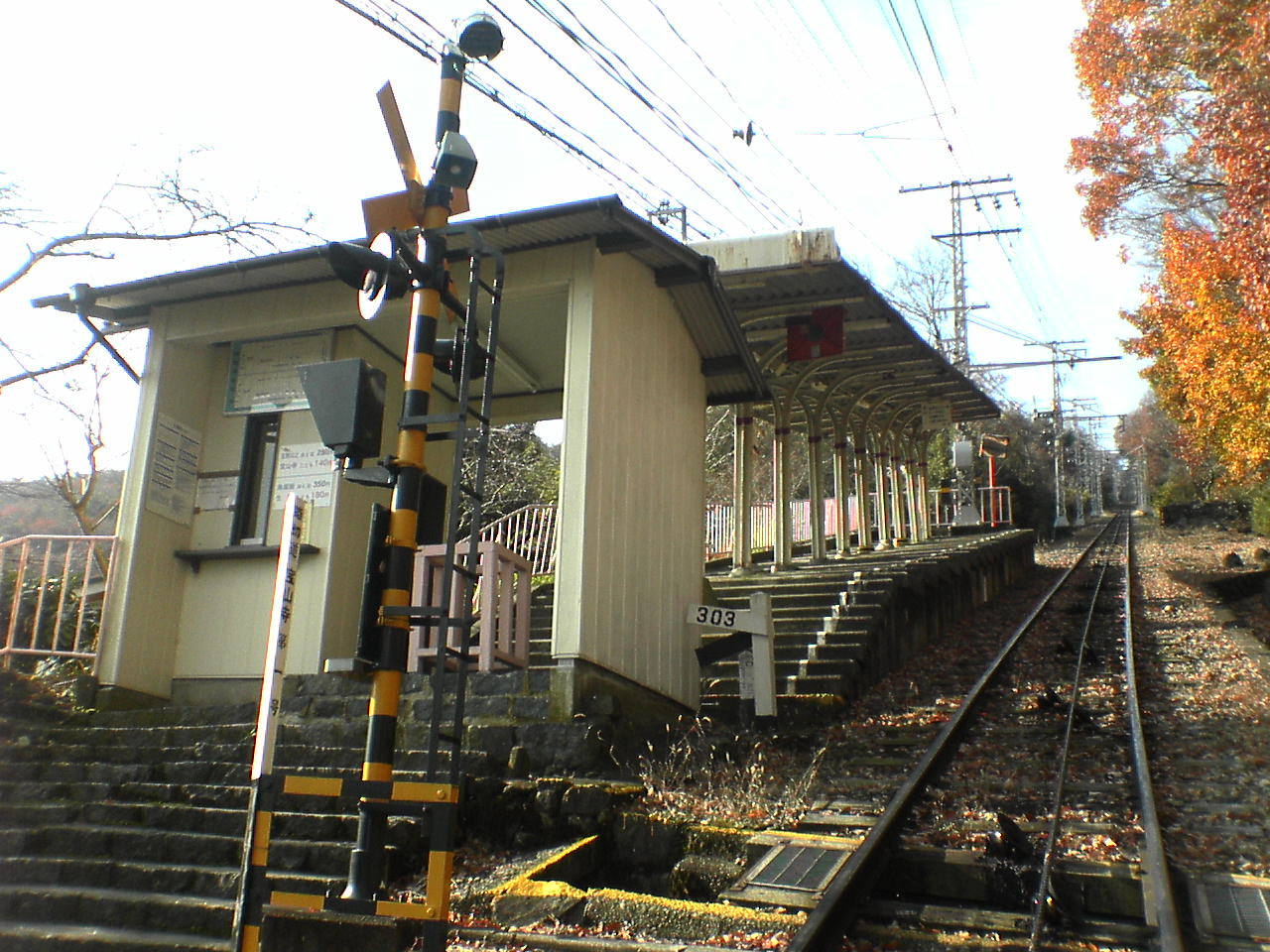
駅舎（上屋撤去前）
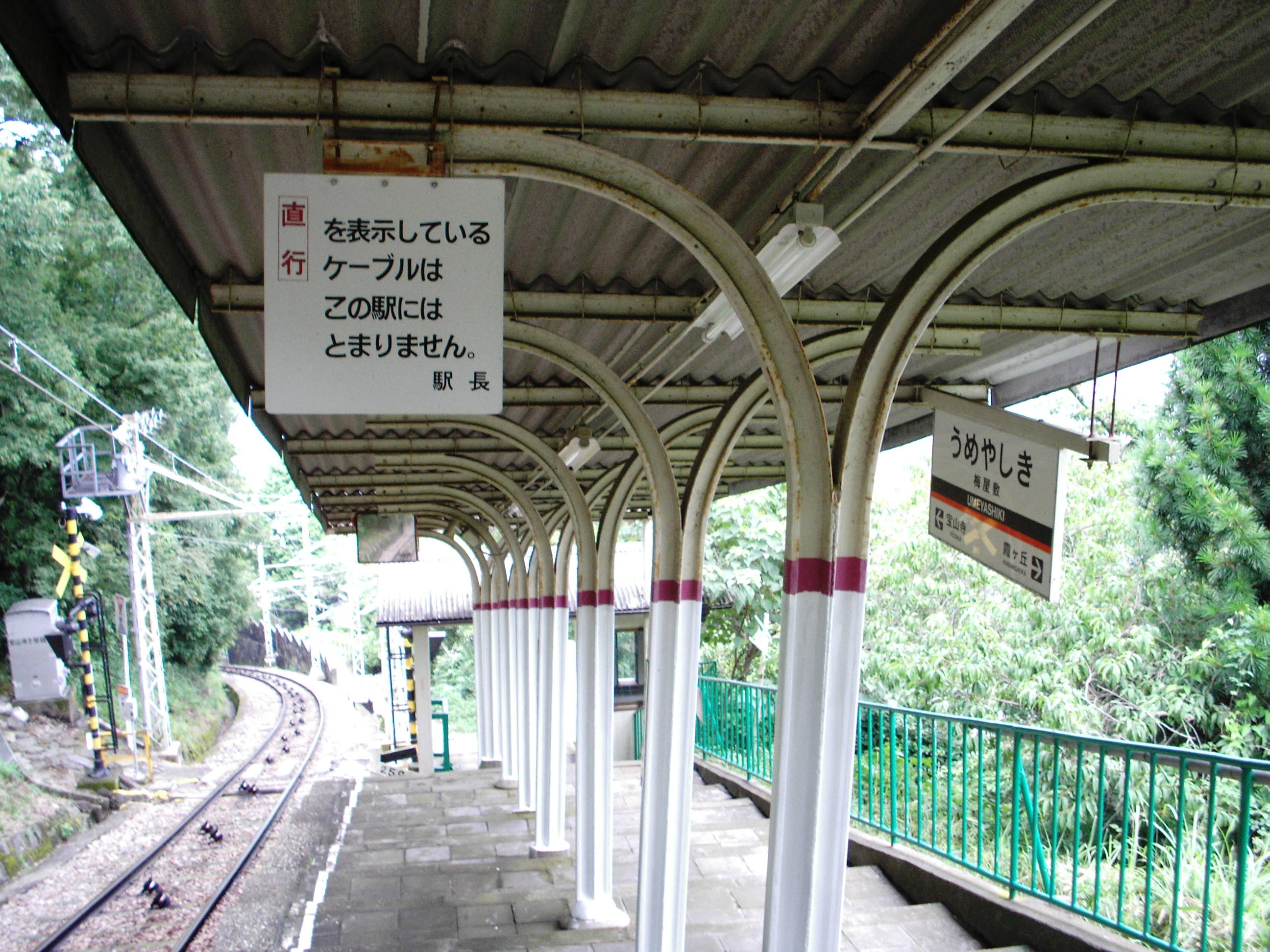
ホーム（上屋撤去前）

## 隣の駅
近畿日本鉄道
Y 生駒鋼索線（山上線）
■直行
通過
■普通
宝山寺駅 (Y18) - 梅屋敷駅 (Y19) - 霞ヶ丘駅 (Y20)